# Diaphantania busccalis
Diaphantania busccalis là một loài bướm đêm trong họ Crambidae.